# Consulta ciudadana sobre la reforma energética en México de 2008
 Consulta ciudadana sobre la reforma energética en México fue convocada por los partidos políticos que integran el FAP, la Alianza Cívica y el Movimiento Nacional en Defensa del Petróleo; con la finalidad de contrarrestar la reforma enviada por el ejecutivo federal a las cámaras. Y, organizada por los institutos electorales locales. Sus resultados fueron presentados ante el Senado de México. Fue llevada a cabo en tres etapas:
- Primera Etapa: 27 de julio de 2008. Participan los estados del centro del país y los gobernados por el PRD excepto Zacatecas.

- Segunda Etapa: 10 de agosto de 2008. Participan los estado del sur y sureste del país.

- Tercera Etapa: 24 de agosto de 2008. Participan los estados del norte y noroeste del país.

## Preguntas
Primera Pregunta: La explotación, transporte, distribución, almacenamiento y refinación de los hidrocarburos son actividades exclusivas del gobierno. ¿Está usted de acuerdo o no está de acuerdo que en esas actividades puedan ahora participar empresas privadas?
Segunda Pregunta: En general, ¿usted está de acuerdo o no está de acuerdo en que se aprueben las iniciativas relativas a la reforma energética que se debaten actualmente en el Congreso de la Unión?

## Resultados

### Aguascalientes
Resultados sobre la Primera Pregunta:
Resultados sobre la Segunda Pregunta:

### Baja California
Resultados sobre la Primera Pregunta:
Resultados sobre la Segunda Pregunta:

### Baja California Sur
Resultados sobre la Primera Pregunta:
|                                   | Votos   | %      |
| --------------------------------- | ------- | ------ |
| Padrón electoral                  | 378,848 | 100%   |
| Total de votos emitidos           | 15,816  | 4.17%  |
| Total votos válidos               | 15,646  | 98.93% |
| Total votos nulos                 | 170     | 1.07%  |
| Total votos Si (Primera Pregunta) | 13,995  | 89.45% |
| Total votos No (Primera Pregunta) | 1,572   | 10.05% |

Resultados sobre la Segunda Pregunta:
|                                   | Votos   | %      |
| --------------------------------- | ------- | ------ |
| Padrón electoral                  | 378,848 | 100%   |
| Total de votos emitidos           | 15,747  | 4.16%  |
| Total votos válidos               | 15,577  | 98.92% |
| Total votos nulos                 | 170     | 1.08%  |
| Total votos Si (Segunda Pregunta) | 13,591  | 87.25% |
| Total votos No (Segunda Pregunta) | 1,996   | 12.81% |

### Campeche
Resultados sobre la Primera Pregunta:
Resultados sobre la Segunda Pregunta:

### Chiapas
Resultados sobre la Primera Pregunta:
Resultados sobre la Segunda Pregunta:

### Chihuahua
Resultados sobre la Primera Pregunta:
Resultados sobre la Segunda Pregunta:

### Coahuila
Resultados sobre la Primera Pregunta:
Resultados sobre la Segunda Pregunta:

### Colima
Resultados sobre la Primera Pregunta:
Resultados sobre la Segunda Pregunta:

### Distrito Federal
Resultados sobre la Primera Pregunta:
|                                   | Votos     | %      |
| --------------------------------- | --------- | ------ |
| Padrón electoral                  | 7,337,078 | 100%   |
| Total de votos emitidos           | 826,028   | 11.26% |
| Total votos válidos               | 813,965   | 98.54% |
| Total votos nulos                 | 12,063    | 1.46%  |
| Total votos Si (Primera Pregunta) | 95,155    | 11.52% |
| Total votos No (Primera Pregunta) | 718,810   | 87.02% |

Resultados sobre la Segunda Pregunta:
|                                   | Votos     | %      |
| --------------------------------- | --------- | ------ |
| Padrón electoral                  | 7,337,078 | 100%   |
| Total de votos emitidos           | 824,216   | 11.23% |
| Total votos válidos               | 811,826   | 98.50% |
| Total votos nulos                 | 12,390    | 1.50%  |
| Total votos Si (Primera Pregunta) | 119,637   | 14.52% |
| Total votos No (Primera Pregunta) | 692,189   | 83.98% |

### Durango
Resultados sobre la Primera Pregunta:
Resultados sobre la Segunda Pregunta:

### México
Resultados sobre la Primera Pregunta:
Resultados sobre la Segunda Pregunta:

### Guanajuato
Resultados sobre la Primera Pregunta:
Resultados sobre la Segunda Pregunta:

### Guerrero
Resultados sobre la Primera Pregunta:
Resultados sobre la Segunda Pregunta:

### Hidalgo
Resultados sobre la Primera Pregunta:
Resultados sobre la Segunda Pregunta:

### Jalisco
Resultados sobre la Primera Pregunta:
Resultados sobre la Segunda Pregunta:

### Michoacán
Resultados sobre la Primera Pregunta:
Resultados sobre la Segunda Pregunta:

### Morelos
Resultados sobre la Primera Pregunta:
Resultados sobre la Segunda Pregunta:

### Nayarit
Resultados sobre la Primera Pregunta:
Resultados sobre la Segunda Pregunta:

### Nuevo León
Resultados sobre la Primera Pregunta:
Resultados sobre la Segunda Pregunta:

### Oaxaca
Resultados sobre la Primera Pregunta:
Resultados sobre la Segunda Pregunta:

### Puebla
Resultados sobre la Primera Pregunta:
Resultados sobre la Segunda Pregunta:

### Querétaro
Resultados sobre la Primera Pregunta:
Resultados sobre la Segunda Pregunta:

### Quintana Roo
Resultados sobre la Primera Pregunta:
Resultados sobre la Segunda Pregunta:

### San Luis Potosí
Resultados sobre la Primera Pregunta:
Resultados sobre la Segunda Pregunta:

### Sinaloa
Resultados sobre la Primera Pregunta:
Resultados sobre la Segunda Pregunta:

### Sonora
Resultados sobre la Primera Pregunta:
Resultados sobre la Segunda Pregunta:

### Tabasco
Resultados sobre la Primera Pregunta:
Resultados sobre la Segunda Pregunta:

### Tamaulipas
Resultados sobre la Primera Pregunta:
Resultados sobre la Segunda Pregunta:

### Tlaxcala
Resultados sobre la Primera Pregunta:
Resultados sobre la Segunda Pregunta:

### Veracruz
Resultados sobre la Primera Pregunta:
Resultados sobre la Segunda Pregunta:

### Yucatán
Resultados sobre la Primera Pregunta:
Resultados sobre la Segunda Pregunta:

### Zacatecas
Resultados sobre la Primera Pregunta:
Resultados sobre la Segunda Pregunta: